# Messiasia pertenuis
Messiasia pertenuis is een vliegensoort uit de familie Mydidae. De wetenschappelijke naam van de soort is, geplaatst in het geslacht Mydas, voor het eerst geldig gepubliceerd in 1926 door Johnson.
De soort komt voor in Mexico en de Verenigde Staten.